# Intef III
Intef III là vị pharaon thứ ba thuộc Vương triều thứ 11, ông cai trị trong giai đoạn cuối Thời kỳ Chuyển tiếp thứ Nhất và vào thế kỷ 21 TCN, đây là thời điểm khi Ai Cập bị chia thành hai vương quốc. Ông là con trai của vị vua tiền triều Intef II và là cha của vị vua kế tiếp Mentuhotep II,, Intef III đã trị vì trong 8 năm ở Thượng Ai Cập và đã mở rộng lãnh thổ của mình về phía bắc, chống lại Vương triều thứ 10, có lẽ tới tận châu thứ 17. Ông còn tiến hành một số hoạt động xây dựng ở Elephantine. Intef III sau này được an táng trong một ngôi mộ Saff lớn tại El-Tarif gọi là Saff el-Barqa.

## Gia đình
Intef III là con trai của vua Intef II. Điều này được biểu thị trên tấm bia của Tjeti, trưởng quan quốc khố trong thời gian trị vì của Intef II và Intef III.
Intef III có thể đã cưới em gái của ông, Iah, bà được mô tả như là mẹ của một vị vua (MWt-nswt), con gái của nhà vua (S3t-nswt) và nữ tư tế của Hathor (HMT-NTR-HWT-Hr). Điều này chỉ ra rằng vị vua kế vị Intef III, Mentuhotep II, là con trai của ông. Điều này còn được khẳng định thêm nhờ tấm bia đá của Henenu (Cairo 36.346), một vị quan phục vụ dưới thời Intef II, Intef III và "con trai" của ông, và tên của ông ta được ghi trên tấm bia này là Horus Sankhibtawy (S-ankh- [ib-t3wy]), tên Horus đầu tiên của Mentuhotep II. Một mảnh chứng cứ khác chứng minh điều này là từ một bức phù điêu tại Gebel el-Silsileh ở Wadi Shatt er-Rigal, được gọi là bức tranh đá Silsileh, miêu tả Mentuhotep II được vây quanh bởi Iah và Intef III.
Ngoài ra, người vợ hoàng gia của Mentuhotep II là Neferu II đã mang tước hiệu Người con gái của nhà vua, và một dòng chữ trong ngôi mộ của bà ghi rằng mẹ của bà có tên là Iah. Điều này nói lên rằng bà là con gái Intef III và là em gái của Mentuhotep II.

## Cai trị
Do vua cha của Intef III đã trị vì trong 49 năm do đó Intef III có thể đã lên ngôi khi đã ở tuổi trung niên hay thậm chí đã cao tuổi. Mặc dù tên của Intef III đã bị mất trong một khoảng trống của cuộn giấy Turin, đây là một bản danh sách vua được biên soạn trong giai đoạn đầu thời đại Ramesses, độ dài vương triều của ông vẫn có thể đọc được trên cột 5, dòng 15 và được cho là 8 năm.
Vị trí tương đối trong biên niên sử của Intef III như là người kế vị của Intef II và là tiên vương của Mentuhotep II được đảm bảo thông qua mối quan hệ huyết thống đã được xác minh với hai vị vua trên cũng như thông qua cuộn giấy cói Turin và hai khối đá đến từ Ngôi đền Montu tại Tod. Những khối đá này cho thấy sự kế vị của các vị vua từ Intef I tới Mentuhotep II và mặc dù tên Horus của Intef III đã bị hư hại, vị trí của nó là chắc chắn. Niên đại tuyệt đối của triều đại Intef III thì lại ít chắc chắn hơn và một vài niên đại đã được đề xuất: 2069–2061 TCN, 2063–2055 TCN và 2016–2009 TCN.

### Hoạt động quân sự
Intef III được thừa hưởng một lãnh thổ rộng lớn và tương đối yên bình ở Thượng Ai Cập. Trong 8 năm dưới vương triều của mình, Intef đã tiến hành không ít các hoạt động quân sự. Ông đã bảo vệ thành công lãnh thổ mà cha ông Intef II giành được, như những gì được chứng thực từ ngôi mộ của một quan chức thời này, Nakhty, nằm tại Abydos và trong đó một rầm cửa mang tên Intef III đã được phát hiện. Ông cũng chinh phục vùng đất phía bắc của Abydos, đặc biệt là Asyut và mở rộng lãnh thổ của mình tới tận nome thứ 17 ở Thượng Ai Cập qua đó "áp đặt sự kiểm soát của gia tộc ông lên phần lớn vùng Thượng Ai Cập". Dẫu vậy điều này chỉ có thể đã đạt được dưới vương triều người con trai của ông Mentuhotep II, vào đầu vương triều của ông ta.

### Hoạt động xây dựng
Một khung cửa có mang tên của Intef III đã được phát hiện tại Elephantine trong khu điện thờ của Hekayeb, một vị normach được phong thần của vương triều thứ 6, điều này cho thấy rằng ông đã ra lệnh xây dựng tại đó. Một khung cửa khác đã được phát hiện tại Ngôi đền Satet, cũng ở Elephantine, chứng thực cho các hoạt động xây dựng của ông tại nơi này.

## Ngôi mộ
Tọa độ: 25°44′12″B 32°38′11″Đ / 25,73667°B 32,63639°Đ

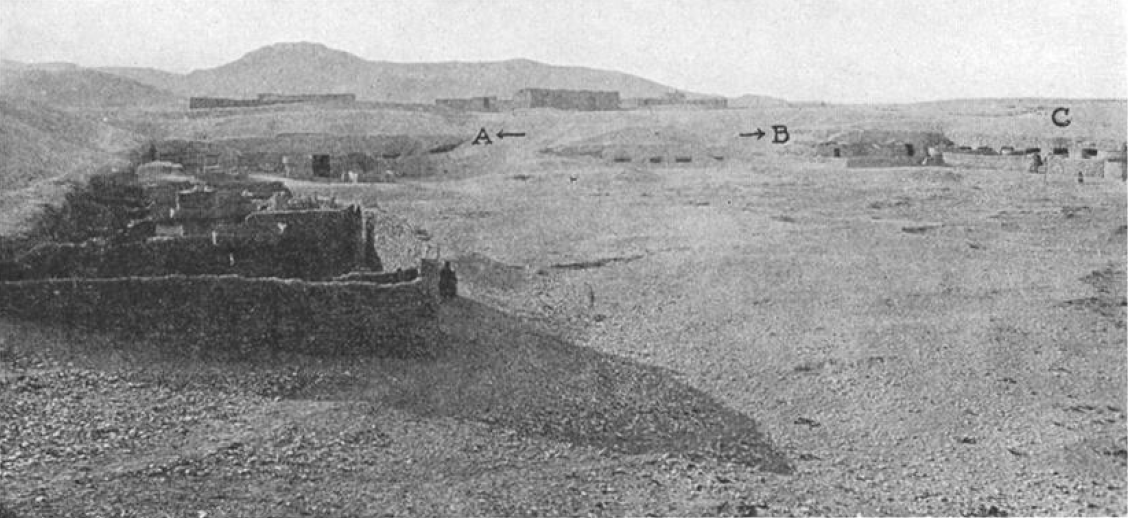
Bức ảnh chụp ngôi mộ của Intef III vào năm 1915 của Herbert Winlock. Ngôi mộ này ban đầu được Winlock quy cho là của Intef II và sau này được tái quy cho là thuộc về Intef III bởi Arnold.

Khu nghĩa trang của các vị vua thuộc vương triều thứ 11 nằm tại El-Tarif, ở phía bên bờ đối diện của sông Nile từ Thebes. Một số ngôi mộ saff với kích thước đồ sộ đã được tìm thấy ở đó, thế nhưng người ta lại không biết rõ chủ nhân thực sự của những ngôi mộ này là ai cho tới khi diễn ra các cuộc khai quật của Viện Khảo cổ học Đức dưới sự chỉ đạo của Dieter Arnold từ năm 1970 cho tới năm 1974
Mặc dù không có dòng chữ khắc nào có thể được tìm thấy trong các ngôi mộ (ngoại trừ của Intef II) để xác nhận quyền sở hữu của họ, vị trí của chúng, cùng với sự kế vị theo thứ tự thời gian được chứng thực gần đúng sau này của các vị vua thuộc vương triều thứ 11, đã dẫn đến việc quy cho ngôi mộ được biết đến ngày nay với tên gọi Saff el-Baqar là thuộc về Intef III. Ngôi mộ này giống với ngôi mộ của vị tiên vương Intef II, nó gồm có một sân trong rộng 75 m (246 ft) và dài 85–90 m (279–295 ft) theo một trục tây bắc- đông nam đối mặt với một kênh đào. Sân trong này được bao quanh trừ phía đông bởi nhiều căn phòng vốn được đục vào trong núi đá. Sân trong trên dẫn tới một mặt tiền gồm hai hàng cột lớn có tổng cộng 48 cột trụ mà phía đằng sau chúng có nhiều căn phòng nữa.
Bất chấp tình trạng đổ nát của ngôi mộ, các cuộc khai quật vào năm 1970 cho thấy rằng các bức tường của nó đã từng được lót bởi đá sa thạch và trang hoàng với những đồ trang trí.
Ngày nay, ngôi mộ này nằm bên dưới kết cấu của một ngôi làng.